# Pórto Germenó
Pórto Germenó, en grec moderne : Πόρτο Γερμενό, est un village du dème de Mándra-Idýllia, en Attique, Grèce.
Selon le recensement de 2011, la population de la localité s'élève à 98 habitants.
Le site d'Ægosthènes se trouve à proximité de la localité.